# И Бог створи кафанску певачицу
И Бог створи кафанску певачицу је југословенски филм из 1972. године. Режирао га је Јован Живановић, а сценарио су писали Богдан Јовановић и Гордан Михић. Припада остварењима црног таласа. Наслов филма је алузија на француску романтичну комедију И Бог створи жену из 1956. године.

## Радња
У специјалној атмосфери кафане, у градићу крај бране на Ђердапу, родила се љубав између лепе кафанске певачице, оптерећене прошлошћу и озбиљног радника, запосленог на градилишту хидроцентрале. Њихово венчање значиће и почетак сурове драме. Људи из њихове средине, нису хтели да забораве њену прошлост и занимање.

## Улоге
| Глумац                   | Улога                 |
| ------------------------ | --------------------- |
| Вера Чукић               | Бела Сека             |
| Бата Живојиновић         | Ратомир Јованић Ратко |
| Жика Миленковић          | Дамњан Илић Нуклеар   |
| Павле Вуисић             | Ратков стриц          |
| Лепа Лукић               | Луна                  |
| Слободан Алигрудић       | директор хотела       |
| Давор Антолић            |                       |
| Иван Бекјарев            | Живко                 |
| Северин Бијелић          | возач камиона         |
| Драгомир Фелба           |                       |
| Александар Гаврић        |                       |
| Предраг Цуне Гојковић    | директор хотела       |
| Војо Горић               |                       |
| Душан Јанићијевић        |                       |
| Јован Јанићијевић Бурдуш |                       |
| Боривоје Јовановић       |                       |
| Љиљана Јовановић         |                       |
| Растислав Јовић          |                       |
| Љуба Тадић               |                       |
| Растко Тадић             |                       |
| Јанез Врховец            |                       |
| Душан Вујисић            |                       |
| Предраг Живковић Тозовац | певач                 |
| Љубо Шкиљевић            | Билмез 1              |

## Културно добро
Југословенска кинотека је, у складу са својим овлашћењима на основу Закона о културним добрима, 28. децембра 2016. године прогласила сто српских играних филмова (1911—1999) за културно добро од великог значаја. На тој листи се налази и филм "И Бог створи кафанску певачицу".